# الصين (منطقة)

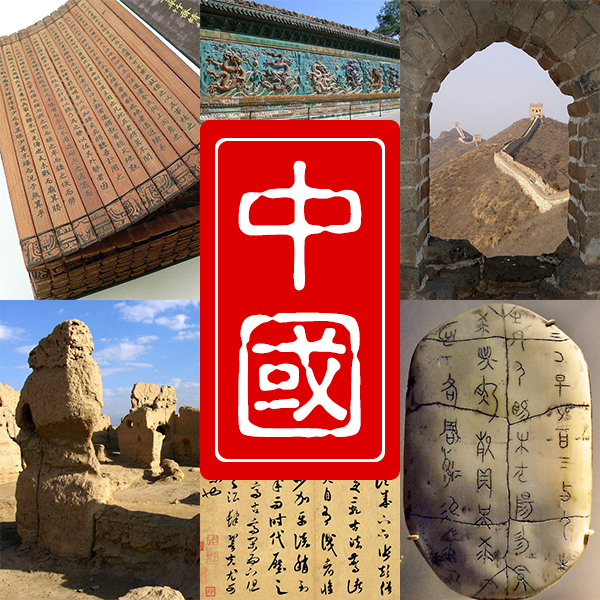

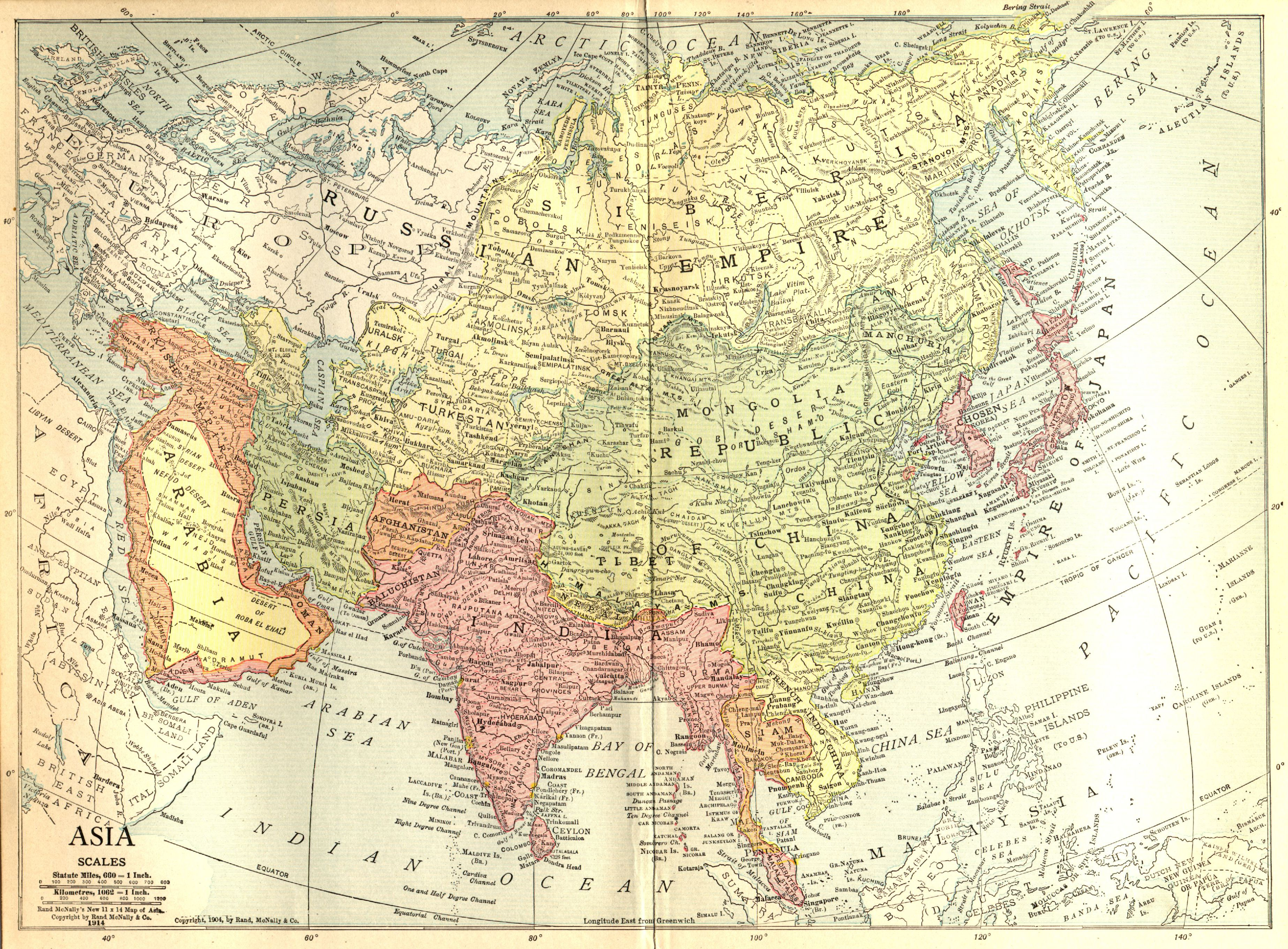
خريطة قديمة لمنطقة الصين

الصين (بالصينية التقليدية: 中國؛ بالصينية المبسطة: 中国؛ تلفظ: «جونكوو») هي منطقة ثقافية، وحضارة قديمة، وكيان متعدد الأوطان يقع في شرق آسيا. تدير جمهورية الصين الشعبية المنطقة اليوم كما تطالب بجزيرة تايوان. تقوم الحكومة التي يطلق عليها اسم «جمهورية الصين» بإدارة جزيرة تايوان بالإضافة إلى الجزر الأخرى الصغيرة مثل بسكادورس، وتشويموي، وماتسو.

## تاريخ
تعد الصين إحدى أقدم حضارات العالم، فتعود لحوالي 5000 عاماً، وقد وصلت إلى عصرها الذهبي على أيدي سلالة تانغ (القرن العاشر الميلادي). وتحتوي الصين على الكثير من الأعمال الفنية والأدبية الأقدم في العالم، مثل التماثيل والشعر والزخارف المصنوعة من اليشب. كما تتميز بفنون القتال الشرقية، مثل الكونغ فو.
اقتصاد الصين وقوته العسكرية ضعفت في خلال فترة حكم سلالة تشينغ (القرن السابع عشر إلى القرن العشرين). خسر جزء من الأراضي الصينية لروسيا وبريطانيا واليابان والدول القوية الأخرى. في عام 1911، تأسست جمهورية الصين بواسطة سون يات سن، رغم كون حكومته ضعيفة. سيطر القادة العسكريون على الحكومات المحلية من مناطق مختلفة إلى أن خضعت المنطقة لدكتاتورية شيانج كاي شيك. وفي عام 1931 احتلت اليابان منطقة منشوريا (شمال شرق الصين). وفي 7 يوليو 1937، قامت اليابان بمهاجمة بقية البلاد، مما أدى إلى الحرب الصينية اليابانية الثانية (هذه الحرب أصبحت لاحقاً جزء من الحرب العالمية الثانية). على مر ثمانية أعوام قتل الملايين من الصينيين في تلك الحرب، إلى أن ألقت الولايات المتحدة الأمريكية قنبلتين ذريتين على هيروشيما وناغاساكي في عام 1945.
ذلك لم يوقف سلسلة الحروب على أراضي الصين، حيث قامت الحرب الأهلية الصينية بين الكوميتانغ (القوميون) ضد الشيوعيين. انتصر الشيوعيون في تلك الحرب بقيادة ماو تسي تونغ. أما القوميون (بقيادة شيانج كاي شيك) قد غادروا إلى تايوان. في 1 أكتوبر 1949 أعلن ماو تسي تونغ في بكين دولته الجديدة، جمهورية الصين الشعبية.